# Батиметрична зйомка

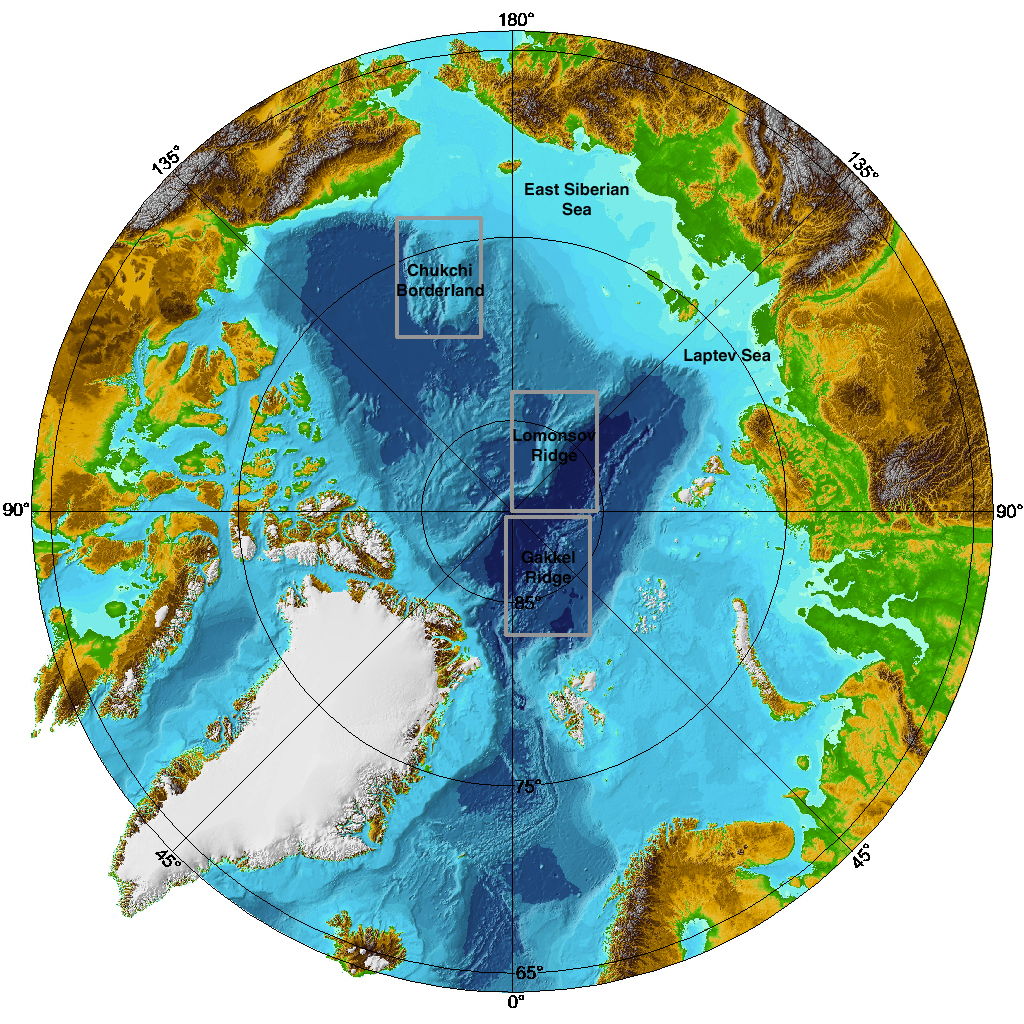
Бариметрична карта Арктики.

Батиметрична зйомка — процес збору даних про глибини (Батиметрії) в зоні дослідження. Виконується за допомогою спеціальних технічних засобів, в особливих випадках може виконуватися вручну (див. Засоби і методи батиметричної зйомки). Після необхідної обробки результати батиметричної зйомки являють собою масив геореференційованих даних, що містить інформацію про просторовий розподіл глибин в зоні дослідження. Залежно від обраної системи координат кожна глибина представляється у вигляді сукупності 3 (трьох) значень:
- BLZ (Географічна широта; географічна довгота; глибина), або
- XYZ (Прямокутні широта і довгота, в залежності від обраної проєкції; глибина)

Надалі, батиметричні дані (батиметрія) можуть бути використані для загального аналізу рельєфу дна і картоскладанням, як і рішення прикладних завдань (аналіз заносності, контроль за проведення днопоглиблювальних робіт та інш.)